# 中国小诗人诗选
《中国小诗人诗选》为金波编选的诗歌集，中国少年儿童出版社1988年8月出版。诗集由编者金波做题为《没有说完的故事》的序，收入了29位小诗人的156首作品。小诗人们写诗均未满15岁，通过这些诗歌，小作者们表达了自己的情感、心声、胸怀和智慧，体现了爱的主旨。